# Oritavancina
Oritavancina è un antibiotico parenterale appartenente alla classe dei lipoglicopeptidi semisintetici. 
È attiva in vitro nei confronti di batteri Gram-positivi inclusi stafilococchi resistenti a meticillina ed enterococchi resistenti a vancomicina. Nei confronti dei VRE, l'aggiunta di fosfomicina all'oritavancina consente una riduzione delle concentrazioni minime inibitorie per via del sinergismo esistente tra le due molecole.
I meccanismi di azione si esplicano sia sull'inibizione della sintesi del peptidoglicano, sia sull'aumento della permeabilità di membrana. 
È approvato sia dall'FDA che dall'EMA per le infezioni batteriche di cute e annessi (ABSSSI, Acute Bacterial Skin and Skin Structure Infections). Nelle ABSSSI la posologia consta di una sola somministrazione alla posologia di 1200 mg per via endovenosa. 
Gli effetti collaterali sono simili a quelli di vancomicina. 